# 荣威350
荣威350是上汽荣威从2010年开始在中国生产的一款小型家用车或紧凑型车。
在国际市场上，它挂标MG以MG 350名义销售。
350代号为AP11，与2011年投产的MG 5掀背车共享同一汽车平台。

## 概览
荣威350在2009年上海车展上以概念车的形式首次亮相，名为荣威N1，并在2010年北京车展上正式上市，搭载上汽研发的1.5 L发动机，在浦口的原南京汽车生产基地生产，在中国的售价为8.97万-12.47万人民币（13180-18320美元）。

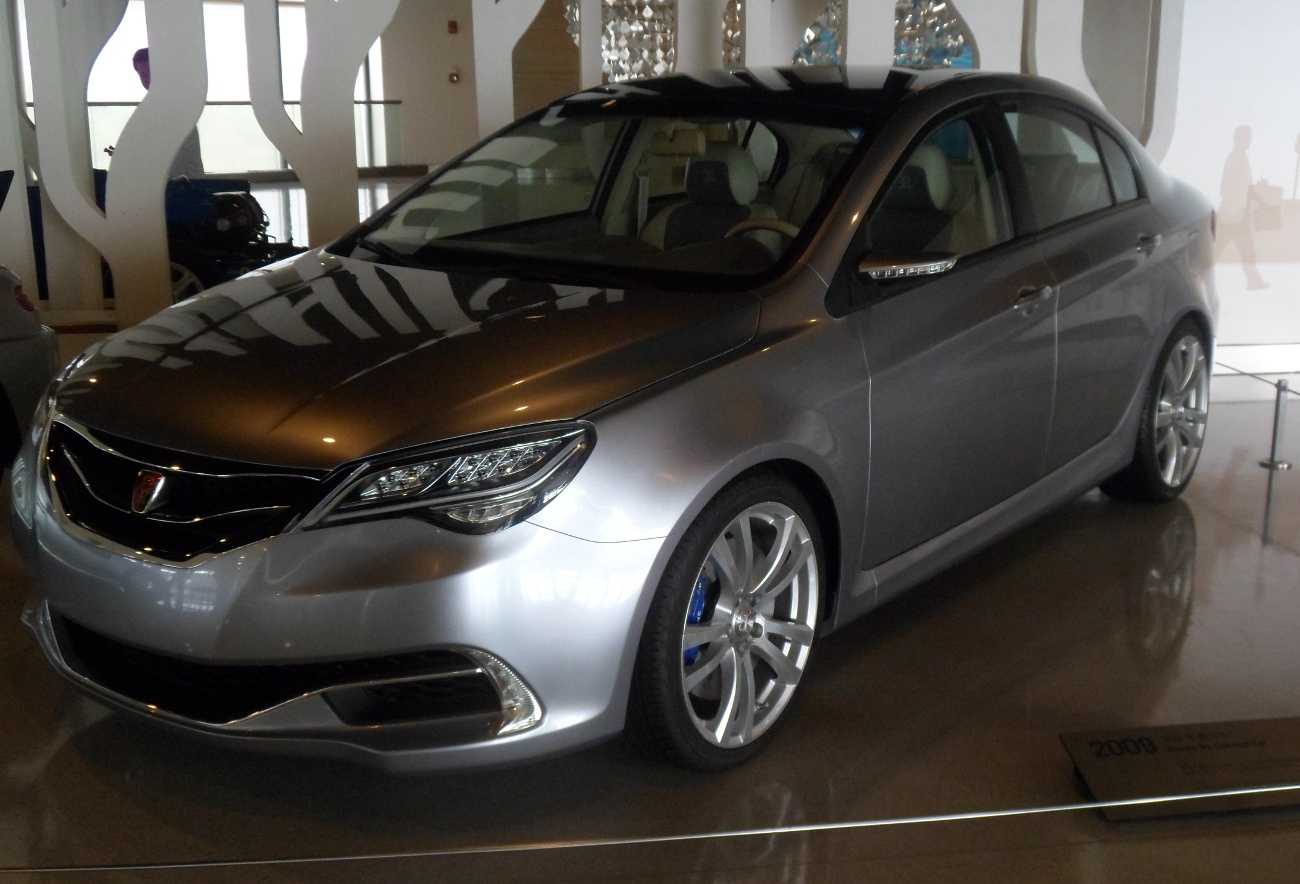
荣威N1概念车
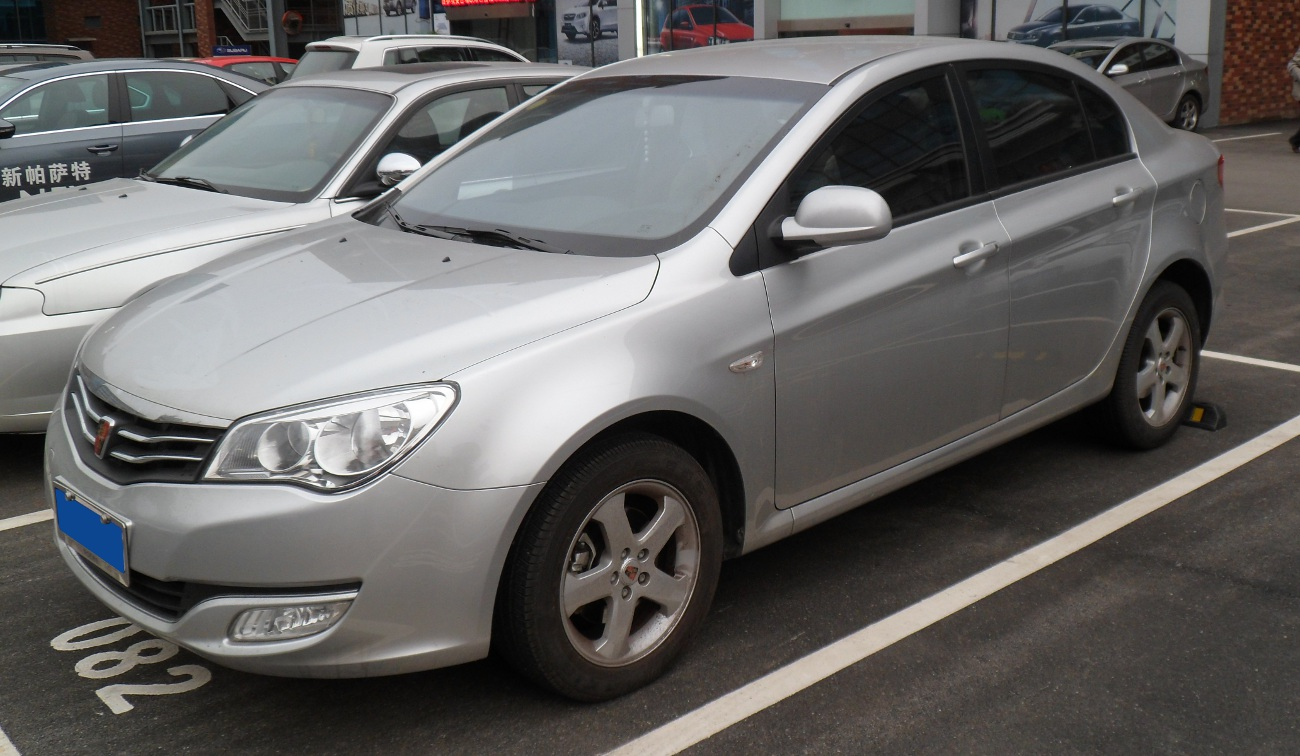
荣威350 (前).
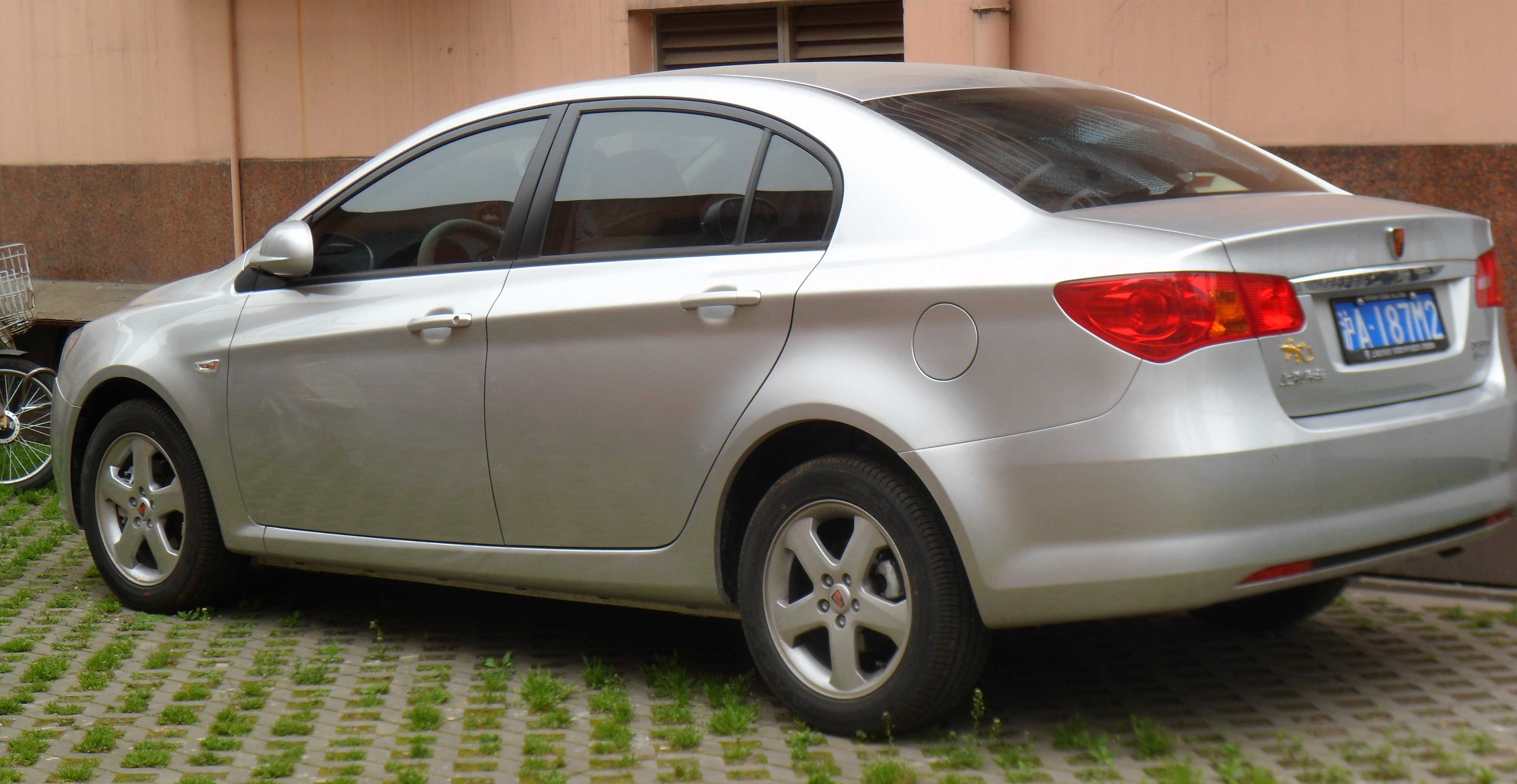
荣威350 (后).

## MG 350
本车在中东地区（海湾合作委员会地区）市场以MG 350的名义销售。
MG 350采用了重新设计的前格栅和MG徽章，尾灯透镜也略有不同。
MG 350搭载1.5升4缸发动机，功率107马力，扭矩135牛米，匹配4速自动变速箱。
欧洲市场上的MG 350是世界上第一款搭载安卓操作系统和3G上网功能的量产车，发动机选项包括1.5升涡轮增压发动机，功率129马力，1.5升发动机，功率109马力。

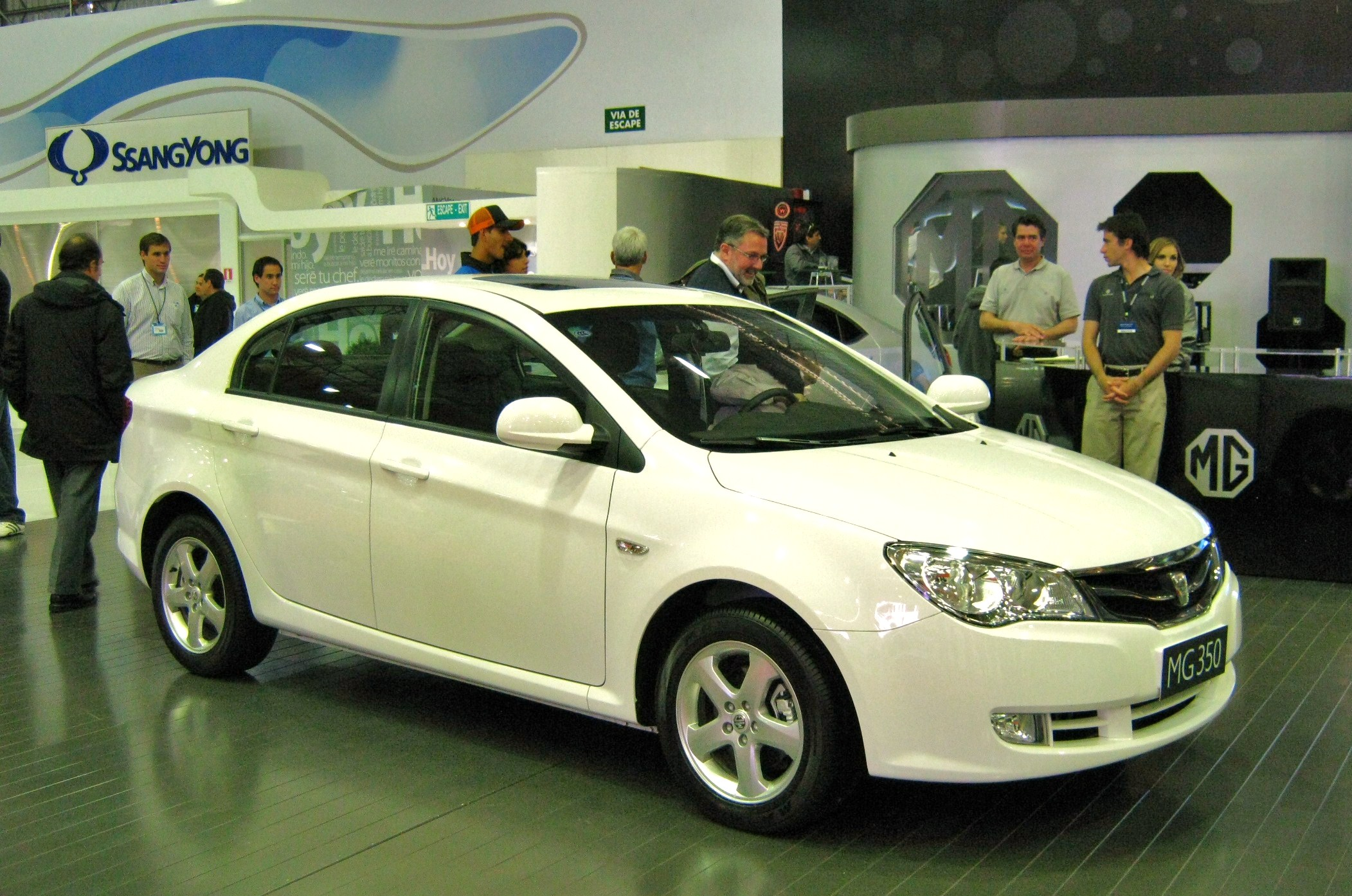
MG 350 (前).
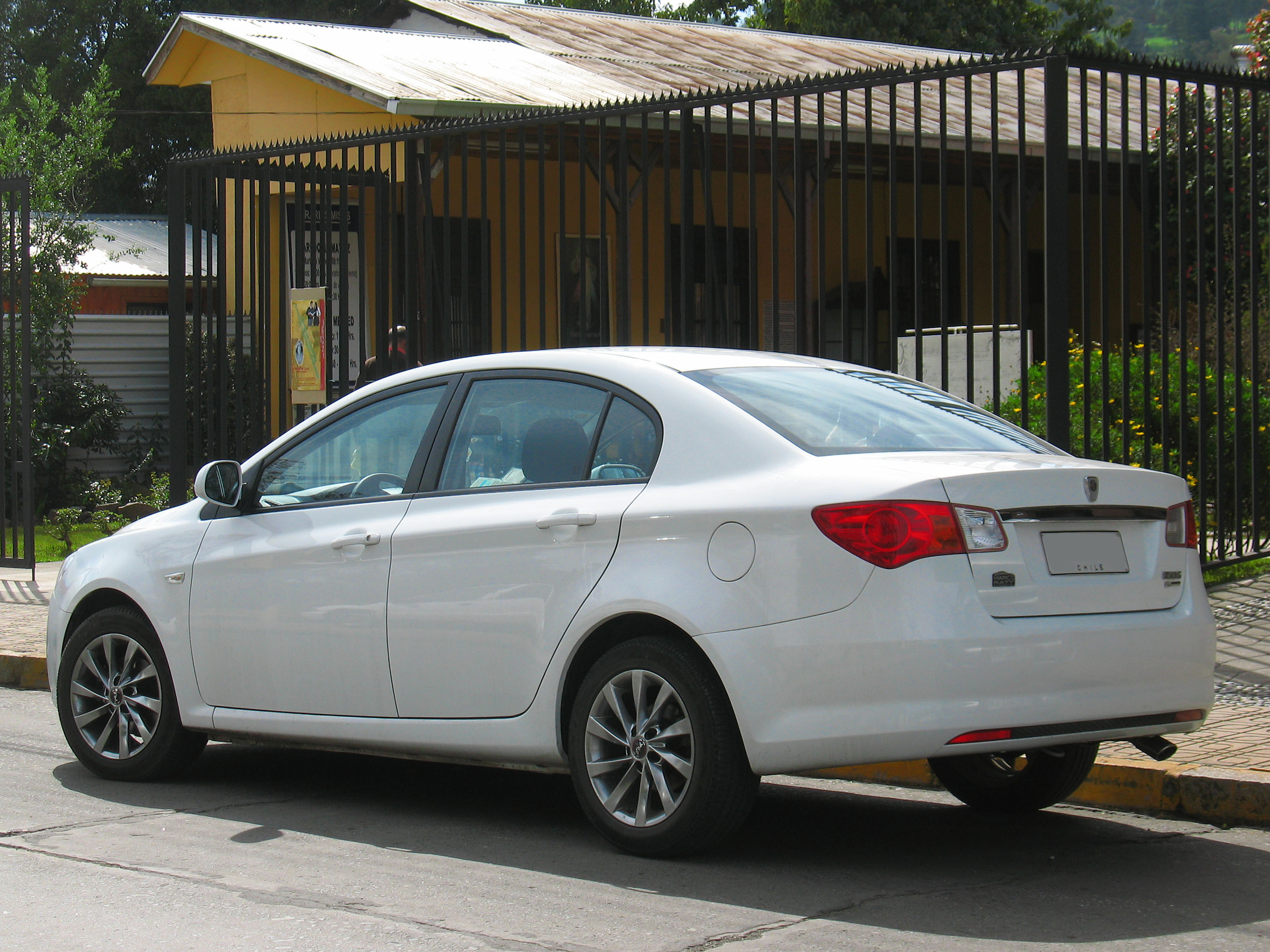
MG 350 (后).